# Робін Флетчер
Робін Флетчер (англ. Robin Fletcher, 30 травня 1922 — 15 січня 2016) — британський хокеїст на траві.
Бронзовий призер Олімпійських Ігор 1952 року.